# Ksar Beni Sbih
Ksar Beni Sbih (en arabe : قصر بني سبيح) est un village fortifié dans la province de Zagora, région de Draa-Tafilalet au sud-est du Maroc .